# St. Georg (Bad Fredeburg)

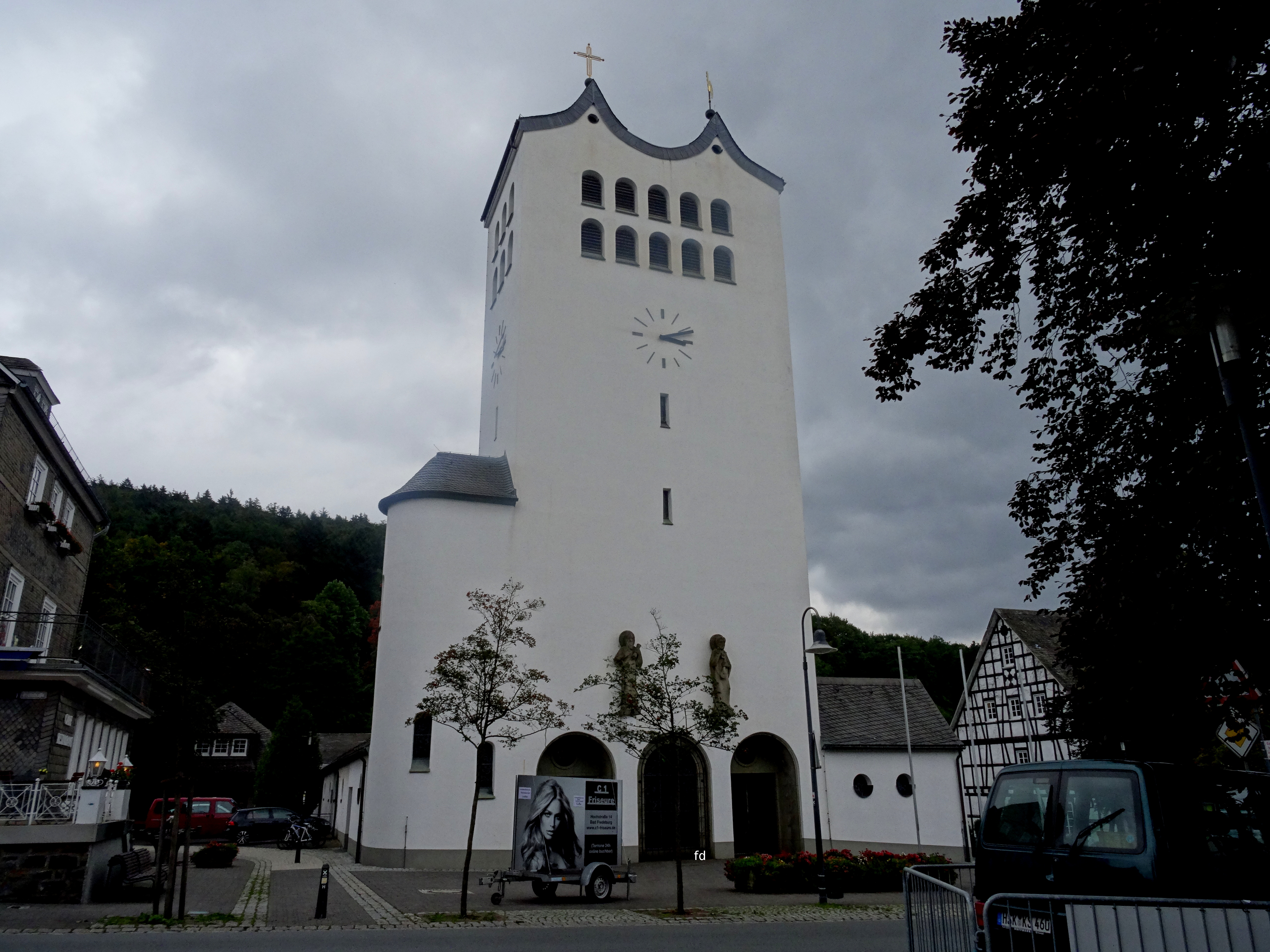
Bad Fredeburg, St. Georg

Die römisch-katholische, denkmalgeschützte Pfarrkirche St. Georg steht in Bad Fredeburg, einem Gemeindeteil der Stadt Schmallenberg im Hochsauerlandkreis von Nordrhein-Westfalen. Die Kirchengemeinde gehört zum Pastoralverbund Schmallenberg-Eslohe im Dekanat Hochsauerland-Mitte des Erzbistums Paderborn.

## Beschreibung
Die Basilika wurde zwischen 1923 und 1933 anstelle des Vorgängers gebaut. Sie besteht aus einem Westbau,  der im obersten Geschoss unter der Dachtraufe den Glockenstuhl beherbergt, in dem vier Kirchenglocken hängen. Die Turmuhr befindet sich im Geschoss darunter. Die Obergaden des breiten Mittelschiffs des Langhauses sind als Bogenfenster gestaltet. 
Im Innenraum des Langhauses sind die niedrigen Seitenschiffe durch Arkaden vom Mittelschiff abgeteilt. Die Glasmalereien in den Seitenschiffen stammen von Nikolaus Bette, ferner schuf er das Altarretabel. Die 1840 von Johann Dietrich Kuhlmann für den Vorgängerbau gebaute Orgel wurde 1932 in den Neubau übergeführt und 1943 von der Eggert Orgelbau-Anstalt auf 35 Register, zwei Manuale und ein Pedal erweitert.